# Dietrich Fischer-Dieskau
Dietrich Fischer-Dieskau (Berlín, 28 de mayo de 1925 - Starnberg, 18 de mayo de 2012) fue un barítono, director de orquesta y musicólogo alemán.
Es considerado por muchos como el mejor cantante de lieder de su generación, cuando no de todo el siglo XX. Fue muy admirado por las cualidades tonales y matices de color en su voz. Interpretó muchos roles operísticos. Su repertorio fue, probablemente, el más amplio posible, tanto por las épocas que abarcó como por los distintos géneros cultivados.

## Biografía
Fischer-Dieskau nació en el barrio berlinés de Zehlendorf, hijo de Albert y Dora, su hermano mayor fue el músico de iglesia y director de coro alemán Klaus Fischer-Dieskau. Comenzó a cantar de niño, recibiendo clases de piano a partir de los nueve años, y de canto, desde los dieciséis. En 1942 siguió sus estudios vocales con Hermann Weissenborn, en la “Hochschule für Musik” de Berlín, quien vio en él un artista de voz e inteligencia poco comunes.
Su primer recital público, en Berlín en 1943, fue interrumpido por un bombardeo de la Royal Air Force británica. Ese mismo año, acabados sus estudios de secundaria y después de un semestre en el Conservatorio de Berlín, fue llamado a filas, incorporándose a la Wehrmacht. Fue apresado por los estadounidenses en el Norte de Italia en 1945 y pasó dos años como prisionero de guerra. En el campo de prisioneros, aprendió muchas obras, incluidas Dichterliebe (Amor de poeta) de Schumann y Die Schöne Müllerin (La bella molinera) de Schubert, cantándolas en numerosas ocasiones a los soldados alemanes que añoraban su hogar.

## Trayectoria
En 1947, regresó a Alemania, donde comenzó su carrera profesional cantando el Réquiem alemán de Brahms sin haber ensayado, pues fue el sustituto de último momento para un cantante que se encontraba indispuesto. En otoño de ese mismo año dio su primer recital de Lieder en Leipzig, y pronto dio su exitoso primer concierto en el Titania-Palast de Berlín.

### Ópera
En el otoño de 1948, Fischer-Dieskau fue contratado como el principal barítono lírico en la Ópera estatal de Berlín, debutando como Posa en la ópera Don Carlo de Verdi bajo la dirección de Ferenc Fricsay. Posteriormente, apareció como invitado en las óperas de Viena y Múnich. Después de 1949 realizó gira de conciertos en Inglaterra, los Países Bajos, Suiza, Francia e Italia. Apareció regularmente en el Festival de Bayreuth entre 1954 y 1961 y en el Festival de Salzburgo desde 1956 hasta principios de la década de 1970.
Como cantante de ópera, actuó principalmente en Berlín y en la Ópera estatal de Baviera en Múnich. También apareció como invitado de la Ópera estatal de Viena, en la Royal Opera House; Covent Garden en Londres, donde debutó en 1965 con el papel de Mandryka en Arabella, de Richard Strauss; en la Ópera estatal de Hamburgo, en Japón, y en el King's Theatre de Edimburgo durante el Festival de Edimburgo. Su primera gira de conciertos en los Estados Unidos fue en el año 1953. 
Dentro del amplio repertorio que cultivó, cabe destacar:
- De Mozart: Don Giovanni y Almaviva en Le nozze di Figaro (Las bodas de Fígaro). Interpretó Don Giovanni en 1953 en la Ópera estatal de Berlín; la grabó con Fricsay en Berlín, 1958 y con Karl Böhm en Praga en 1967. No interpretó en el escenario a Papageno, de Die Zauberflöte (La flauta mágica), debido a que, según él mismo dice, era demasiado alto (1,93 m) para poder interpretarlo convincentemente, pero sí lo grabó para el disco, con Fricsay a mediados de 1950 y con Böhm a mediados de los sesenta.
- De Verdi: Macbeth , Iago en Otello ,  Rigoletto, Rodrigo en Don Carlo y Falstaff.
- Sus interpretaciones más destacadas de Richard Wagner son Wolfram en Tannhäuser, producido por Wieland Wagner en su debut en Bayreuth y, más tarde, Hans Sachs en Die Meistersinger von Nürnberg, rol de barítono-bajo, que en principio consideraba inadecuado para él, pero que acabó interpretando en 1976 en la Ópera Alemana de Berlín, con Eugen Jochum dirigiendo. Además, ha interpretado a Kurwenal en Tristán e Isolda, Telramund en Lohengrin, Wotan en Das Rheingold (El oro del Rin), Gunther en El ocaso de los dioses y Amfortas en Parsifal.
- En la única ópera de Beethoven, Fidelio, interpretó los papeles de Don Pizarro y Don Fernando.
- Richard Strauss: Jochanaan en Salomé, Mandryka en Arabella (ópera), que es uno de los papeles con los que tuvo más éxito, y a Barak en Die Frau ohne Schatten.
- Alban Berg: Wozzeck y Dr. Schön en Lulú.
- Ferruccio Busoni: Doktor Faust.
- Hans Pfitzner: Borromeo en Palestrina.
- Paul Hindemith: Mathis der Maler (Matías el pintor).

### Lieder
Su primera grabación tuvo lugar en 1949: Vier ernste Gesänge (Cuatro cantos serios), op. 121 de Brahms. Uno de sus primeros discos fue un recital de Hugo Wolf en el que cantó una selección del Italienisches Liederbuch (Libro de canciones italiano).
En 1951, debutó en el Festival de Salzburgo con Lieder eines fahrenden Gesellen (Canciones del Camarada errante), de Mahler, bajo la dirección de Wilhelm Furtwängler. Fischer-Dieskau ha interpretado a Mahler con músicos como Bruno Walter, Leonard Bernstein, Daniel Barenboim y Karl Böhm. Ese mismo año grabó dos cantatas de Bach para Archiv Produktion, con el especialista del barroco alemán Karl Ristenpart.
Comenzó entonces su relación artística con el pianista Gerald Moore. A lo largo de veinte años dieron numerosos recitales de Lieder, y grabaron infinidad de discos, comenzando en los estudios EMI de Londres, por La bella molinera. Moore se retiró en 1967, pero salió de su retiro para el proyecto más ambicioso: grabar todos los Lieder de Schubert para voz masculina; esta obra integral estuvo finalizada en 1970. Son muy estimadas sus grabaciones de La bella molinera y Winterreise (Viaje de invierno). Afirma el cantante que las canciones de Schubert, 

...están llenas de color y posibilidades: giras en torno a ellas y te aproximas al centro, pero nunca lo alcanzas. Schubert proporciona la perfecta unión de texto y música.
Dietrich Fischer-Dieskau, Entrevista de abril de 2000 color

Dio su primer recital norteamericano de Lieder en el Carnegie Hall de Nueva York en 1964.
El 20 de febrero de 1967, Fischer-Dieskau, junto a las sopranos Elisabeth Schwarzkopf y Victoria de los Ángeles se reunieron en una gala de despedida a Gerald Moore, con ocasión de su retiro, en el Royal Festival Hall de Londres. De esta jornada queda una grabación antológica de Lieder, si bien es famosa por el Duetto buffo di due gatti, atribuido a Rossini, que interpretan a dúo Schwarzkopf y de los Ángeles. 
En 1965 dio su primer recital acompañado por el pianista Sviatoslav Richter. El pianista austríaco Jörg Demus lo acompañó en sus grabaciones para Deutsche Grammophon (DG) de la década de los sesenta, incluyendo un destacado Viaje de invierno y el Amor de poeta de Schumann en 1965, que ya había grabado en 1957. En los años setenta y ochenta del siglo XX realizó con Barenboim grabaciones antológicas de Lieder de Schumann, Brahms, Wolf y Liszt. Con este músico hizo una gira por Israel, siendo la primera visita a ese país de un solista alemán.

### Música contemporánea
Fischer-Dieskau interpretó igualmente muchas obras de música contemporánea, incluyendo obras de Othmar Schoeck, Benjamin Britten, Samuel Barber, Hans Werner Henze, Ernst Krenek, Witold Lutosławski, Siegfried Matthus, Winfried Zillig y Gottfried von Einem. 
Así, para su primer concierto en Londres, en 1951, eligió A mass of Life (Misa de la vida), de Frederick Delius, dirigido por sir Thomas Beecham.
En 1962 estrenó el War Requiem (Réquiem de Guerra), de Britten, en la catedral de Coventry. Era una manifestación contra cualquier tipo de conflicto bélico, y como símbolo de reconciliación en plena guerra fría, reunió a un barítono alemán, un tenor inglés (Peter Pears), y una soprano rusa, Galina Vishnévskaya, que no pudo estar en el estreno pero sí en la grabación.
En 1978 estrenó el Lear de Aribert Reimann.

## Retirada y actividad posterior
Fischer-Dieskau se retiró de las salas de conciertos en 1992, optando por despedirse sin una gala final. Dio sus últimos recitales de Lieder, en Berlín y Londres, y apareció por última vez como cantante de ópera en la gala de la Ópera de Múnich, interpretando a Falstaff. 
Una vez retirado, profundizó en una serie de actividades que ya había comenzado con anterioridad. Así, se ha dedicado a la dirección de orquesta, aunque su primera grabación como director, las Sinfonías n.º 5 y n.º 8 de Schubert, fue realizada ya en 1973. Desde 1983 fue profesor en Berlín, especializándose en la enseñanza de Lieder; entre sus alumnos, puede citarse a Matthias Goerne. También se dedicó a la pintura y a la escritura de libros. Participó como recitador y narrador en obras de Schumann o Schönberg.
En una encuesta de "Cantantes destacados del siglo", efectuada en 1999 por la revista británica Classic CD, Fischer-Dieskau fue considerado el segundo, después de Jussi Björling. 

No hay dicotomía. El intelecto y la emoción se funden; esa es la marca distintiva de la cultura europea civilizada que Fischer-Dieskau ha representado tan bien a lo largo de su dilatada carrera.
John B. Steane, Singers of the Century

Fue miembro honorario de la The Robert Schumann Society, y en 2002 recibió el Praemium Imperiale de la Japan Art Association y en el año 2005 el Polar Mucic Prize.

## Familia
En 1949, Fischer-Dieskau se casó con la violonchelista Irmgard Poppen. Tuvieron tres hijos: Mathias (director de escena), Martin (director de orquesta), y Manuel (violonchelista). Irmgard murió en 1963 por complicaciones posteriores al parto de su tercer hijo. Después, Fischer-Dieskau estuvo casado con la actriz Ruth Leuwerik desde 1965 hasta 1967 y con Kristina Pugell desde 1968 hasta  1975. En 1977 se casó con la soprano Julia Varady.
Desde 1949 vivió en un barrio residencial en las afueras de Berlín Occidental. 

Fui un viudo y he sufrido mucho en mi vida, y fui un soldado, que fue lo peor de todo. Pero es buena cosa haber vivido una vida que ha tenido buenas consecuencias.
Dietrich Fischer-Dieskau, Entrevista de 20 de mayo de 2005

## Discografía selecta
Dietrich Fischer-Dieskau es uno de los artistas que mayores grabaciones ha realizado. Algunas obras las grabó, además, varias veces. En repertorio liederístico, sus interpretaciones se consideran obras de referencia. Ha grabado prácticamente todos los Lieder de Schubert, Brahms y Richard Strauss, la mayor parte de las de Mozart, Schumann, Mendelssohn, Liszt y Wolf, y un amplio número de otros compositores, desde Bach hasta Henze.

### Como cantante
Fischer Dieskau grabó principalmente para las discográficas EMI, DG y ORFEO.
- J. S. Bach:
  - Cantatas, con Karl Richter para Polygram.
  - Jesús y partes de bajo en las pasiones con un amplio elenco de directores, como Karajan, Klemperer, Furtwängler o K. Richter. Destaca la grabación de la Pasión según San Mateo, BWV 244, dirigida por Klemperer en 1962. También es de alta calidad la dirigida por K. Richter. Y la Pasión según San Juan, BWV 245, dirigida por K. Forster, con la Sinfónica de Berlín (1959).
- Beethoven: 
  - Fidelio: Destacan tanto la grabación hecha con Bernstein con la Filarmónica de Viena, como la de Fricsay con la Orquesta de la Radiodifusión de Baviera.
  - En 1966, en plenitud de sus facultades vocales, grabó canciones de Beethoven: An die ferne Gelibte (A la amada lejana), Op. 98, y lieder (Adelaide; L’amant impaziente; Es war einmal ein König; In questa tomba oscura; Maigesang; Zartliche Liebe) , con Demus al piano.
- Alban Berg. Grabación de excelente calidad e histórica es su Wozzeck dirigido por K. Böhm con el Coro y Orquesta de la Ópera Alemana de Berlín (1964), y su interpretación del doctor Schön en Lulú (versión en dos actos), del mismo director y orquesta.
- Johannes Brahms:
  - Un réquiem alemán, op. 45. Destaca la grabación que hizo con Rudolf Kempe y la Filarmónica de Berlín (1955), EMI Références; también es clásica la de Otto Klemperer y la Orquesta Philarmonia, para Angel.
  - Liebeslieder, (Canciones amorosas) op. 52, y Neue Liebeslieder (Nuevas canciones amorosas), op. 65 para DG, en grabación destacada, con otros cantantes (Edith Mathis, Brigit Fassbaender y Peter Schreier) y los pianistas Karl Engel y Wolfgang Sawallisch.
  - Cuatro cantos serios, op. 121, Lieder, con Jörg Demus, piano, para DG, grabación de finales de los sesenta. Los Vier ernste Gesänge los había grabado ya con anterioridad, en un concierto público de 1958, con G. Moore, álbum para Orfeo.
  - Deutsche Volkslieder (Canciones folclóricas alemanas), grabadas junto a E. Schwarzkopf y G. Moore. Esta es una grabación de referencia, pues pocos cantantes pueden igualarse a Schwarzkopf y Fischer-Dieskau en su imaginación musical y profundo entendimiento de los textos que están interpretando.
- Benjamin Britten. Destacan dos grabaciones que hizo con el propio compositor como director:
  - Songs and proverbs of William Blake (Canciones y proverbios de William Blake), op. 74, ciclo sobre poemas de William Blake que fue compuesto en especial para Fischer-Dieskau, quien aporta una interpretación ideal.
  - Réquiem de guerra, Op. 66, grabación histórica de 1963.
- Domenico Cimarosa: Il matrimonio segreto (El matrimonio secreto), con Barenboim y la Orquesta de Cámara Inglesa, DG. Grabación de 1976, merece la máxima valoración en el guía Penguin de 1993. Interpreta el rol de D. Geronimo.
- Claude Debussy. De referencia es su grabación de L’enfant prodigue, para Orfeo, con la Orquesta de la Radio de Stuttgart y dirigido por Gary Bertini; en esta cantata, interpreta al padre del hijo pródigo.
- Antonín Dvořák. Destaca la grabación que hizo de su Requiem, op. 89 y seis de las diez Canciones bíblicas, del op. 99, con la Orquesta Filarmónica Checa, para DG.
- Gabriel Fauré: Requiem op. 48, dirigido por Cluytens para EMI.
- Joseph Haydn: oratorios
  - Die Schöpfung (La creación), con Karajan en 1969, que reunió un elenco de solistas extraordinarios. También es clásica la grabación con la Academia de San Martin-in-the-Fields y sir Neville Marriner.
  - Die Jahreszeiten (Las estaciones), con la Academia de San Martin-in-the-Fields y sir Neville Marriner.
- Henze: Elegía para los jóvenes amantes, antiguo registro de la Radio de Berlín (1961), dirigido por el propio autor.
- Paul Hindemith: grabó los roles titulares de
  - Matías el pintor, ópera dirigida por L. Ludwig, fragmentos, 1961, DG.
  - Cardillac, con la dirección de Joseph Keilberth, 1968.
- Gustav Mahler:
  - Das Lied von der Erde, con Leonard Bernstein y la Filarmónica de Nueva York
  - Lieder, con Barenboim al piano, para EMI
  - Lieder del Camarada errante. De esta obra hay varias versiones, todas ellas excelentes. Versiones con orquesta: dirigido por W. Furtwängler y la Orquesta Philharmonia en 1949; por Rafael Kubelík y la Orquesta sinfónica de la Radio de Baviera en 1970, en plenitud de facultades vocales. Versiones con piano: con Leonard Bernstein.
  - 4 Rückert Lieder (Um Mittelnacht; Ich atmet’ einen linden Duft; Blicke mir nicht in die Lieder; Ich bin der Welt). Versión con orquesta, dirigida por K. Böhm y la Filarmónica de Berlín.
  - Des Knaben Wunderhorn (El corno mágico de la juventud), con Barenboim al piano, para Sony
- Frank Martin: Destaca 6 Monologues from Everyman; The Tempest (The temptation of St Anthony de Werner Egk), con la Filarmónica de Berlín y dirigido por Martin, para DG. La guía Penguin de 1991 consideró que era una interpretación clásica de uno de los grandes ciclos de canciones del siglo XX.
- W. A. Mozart:
  - La flauta mágica. Hay tres grabaciones destacadas. En las de Fricsay (1954) y K. Böhm es un chispeante Papageno; en la de Georg Solti, un soberbio narrador.
  - Las bodas de Fígaro, con K. Böhm (1968).
  - Don Giovanni, con Fricsay y K. Böhm.
  - Misa n.º 16 en do, Misa de la Coronación, K. 317; Vesperae solennes de confessore en do, K. 339. Grabación de 1977, con la Orquesta Sinfónica de la Radio de Baviera, bajo la dirección de Jochum.
- Carl Orff: Carmina Burana, Jochum dirige al Coro y Orquesta de la Ópera Alemana de Berlín, para la DG. Es una grabación distinguida, con cantos interpretados por Fischer-Dieskau de forma refinada, pero no en exceso, hasta el punto de que, en la tabernaria canción del Abad (Ego sum abbas),  es tan áspero que por un momento resulta irreconocible.
- Franz Schubert:
  - Deutsche Messe (Misa alemana y oración al Señor), D. 872; Himno al Espíritu Santo, D. 964; Salmo n.º 23, Señor es mi pastor (Gott ist mein Hirt), D. 706; Salmo n.º 92, D. 953; Salve regina. Grabación destacada, con la Capella Bavariae, miembros de la Orquesta Sinfónica y Coro de la radio de Baviera y la dirección de Sawallisch.
  - Missa Solemnis y Misas n.º 4 en do mayor, D. 452, y mi bemol mayor, con Sawallisch y la orquesta sinfónica de la Radio Bávara, con la dirección de Sawallisch.
  - Lieder: Dietrich Fischer-Dieskau grabó, en las décadas de los años 1960 y 1970, la integral de los lieder de Schubert, con G. Moore, para DG. Con Alfred Brendel grabó una serie de lieder oscuros o meditativos, para Philips (Auflörung; Der Einsame; Gesänge de Harfnes...). Las grabaciones con Gerald Moore son siempre excelentes, de referencia, en particular cuando se tata de los tres grandes ciclos de canciones: La bella molinera, Viaje de invierno y El canto del cisne.
    - Die schöne Müllerin (La bella molinera). La grabó varias veces. De referencia, las dos grabaciones con G. Moore: una de 1951-1957, y otra de 1972, ambas son excelentes, la de 1972 es considerada una versión clásica, una de las mejores grabaciones de la historia. En 1968 la grabó con Demus.
    - Winterreise (Viaje de invierno), D. 911 (ciclo de canciones). La grabación con G. Moore al piano (1951-1957), para Angel, es de excepcional calidad. Volvió a grabar con él a principios de los setenta, con la voz aún en su plenitud, pero habiendo profundizado el cantante en su conocimiento de este gran ciclo de canciones. También grabó este ciclo con Demus para DG, y con Alfred Brendel Así mismo, lo grabó también con el pianista argentino Daniel Barenboim a finales de los años ochenta, para DG.
    - Schwanengesang (El canto del cisne), colección de lieder. Destacan tres grabaciones, las dos con G. Moore, la de 1951-1957 y la de principios de los sesenta; y la de Brendel.
- Robert Schumann:
  - Dichterliebe, op. 48 (ciclo de canciones), Liederkreis, op. 39 (ciclo de canciones), y Myrthen Lieder, op. 25 (entre los que se encuentra la famosa canción Widmung, esto es, Devoción), con Christoph Eschenbach al piano, para la DG. Son grabaciones destacadas, de mediados de la década de 1970. Igualmente solventes son las grabaciones de Dichterliebe y Liederkreis  con A. Brendel y el Liederkreis, con G. Moore.
  - Escenas del Fausto de Goethe, con la Orquesta de Cámara Inglesa y la dirección de Britten. Merece la máxima estimación en la guía Penguin, con su soberbia grabación, vívidas interpretaciones y magnífica música.
- Dmitri Shostakóvich: 
  - Suite sobre versos de Michelangelo Buonarroti y Cuatro versos del Capitán Lebyadkin, con Vladimir Ashkenazy y la Orquesta sinfónica de la Radio de Berlín para Polygram
  - Sinfonía n.º 14 con Bernard Haitink y la Orquesta Concertgebouw para Decca
- Richard Strauss:
  - Elektra, con K. Böhm (1960), interpreta a Orestes.
  - Arabella, con J. Keilberth (1963), es una grabación en vivo, en la que interpreta a Mandryka.
  - Capriccio, con la Orquesta Philharmonia y la dirección de W. Sawallisch. Es una destacada grabación de 1957-1958. Interpreta a Olivier.
  - Canciones: 5 Lieder, Op. 32; Gefunden; Heimkehr; Heimliche Aufforderung; Ich liebe dich; Morgen!; Die Nacht; Nichts; Ruhe, meine Seele!; Schlechtes Wetter; Schlichte Weissen, OP. 21/1-5; Ständchen; Traum durch die Dämmerung; Waldesfahrt; Winternacht, para DG con Sawallisch, en una de las interpretaciones mejores y más bellas del cantante.
- Verdi:
  - Un ballo in maschera, (en alemán, con Fritz Busch
  - La Traviata, con Lorin Maazel, de 1968, para Decca, interpreta a Giorgio Germont y al Barón Douphol.
  - Falstaff, con Bernstein y la Filarmónica de Viena (1965), CBS.
  - Macbeth, con W. Sawallisch (Festival de Salzburgo)
  - Rigoletto con Rafael Kubelik y la Orquesta del Teatro La Scala, para DG. Es grabación de excelente calidad, 1963. Interpreta al rol titular de la obra.
  - Don Carlo, con G. Solti dirigiendo, Covent Garden, versión italiana en 5 actos, 1965, para Decca. Interpreta el rol de Rodrigo.
- Richard Wagner:
  - El holandés errante, con Franz Konwitschny, Ópera de Berlín, en 1960 para EMI.
  - Tannhäuser, en el rol de Wolfram, grabación en vivo dirigida por J. Keilberth en 1954 para Arkadia; y con F. Konwitschny en 1960 para EMI.
  - Hay dos grabaciones destacadas de Lohengrin con participación de Fischer-Dieskau. De excepcional calidad es la grabación para Decca, con Plácido Domingo, la Orquesta Filarmónica de Viena y la dirección de Solti (1986), que es, a decir de la guía Penguin de 1993, una de las glorias de la carrera de Solti; en esta grabación Fischer-Dieskau canta el breve pero vital rol de Heraldo. También es destacada la grabación con la orquesta Filarmónica de Viena y la dirección de Kempe, de 1963, en la que Fischer-Dieskau interpreta a Telramund; junto a Christa Ludwig como Ortrud crean un Acto II excepcional. También grabó esta ópera bajo la dirección de E. Jochum, en una representación pública en el Festival de Bayreuth, 1954, Arkadia, en el papel de Heraldo.
  - El Anillo del Nibelungo. De absoluta referencia son las grabaciones de Solti y la Filarmónica de Viena y la de Karajan, con la Filarmónica de Berlín (1967-1970).
  - El oro del Rin, con Karajan (1968, DG), en la que crea un Wotan brillante y memorable, viril y expresivo.
  - El ocaso de los dioses, con Solti y la Filarmónica de Viena (Decca). En esta destacada grabación, Fischer-Dieskau consigue lo que es casi imposible: un Gunther interesante, incluso simpático.
  - Fischer-Dieskau ha grabado varias veces el Kurwenal de Tristán e Isolda. De excepcional calidad es la grabación que hizo con la Orquesta Philharmonia y la dirección de Furtwängler en 1952: igualmente grabó en 1981 con Carlos Kleiber como director.
  - Los maestros cantores de Núremberg, con Jochum y la Orquesta de la Ópera estatal de Berlín para DG (1975), interpreta a Hans Sachs.
  - Parsifal. Con la Orquesta Filarmónica de Viena y la dirección de Solti (1973), Decca, en el papel de Amfortas.
- Hugo Wolf. De referencia son sus grabaciones de lieder de Wolf: 
  - Los Lieder Mörike, con G. Moore, dos grabaciones en conciertos públicos, una de 1957 y otra de 1961.
  - Los Lieder Eichendorff, con Sawallisch en un concierto público de 1975.
  - A mediados de la década de 1970 grabó una selección de Lieder de Goethe y Mörike con Barenboim al piano.
  - Italianisches Liederbuch (1966-1967) y Spaniches Liederbuch, junto a E. Schwarzkopf y G. Moore.

### Como director de orquesta
- Mahler, Gustav, Das Lied von der Erde
- Strauss, Richard, Arias de Salomé, Ariadne auf Naxos, Die Liebe der Danae, y Capriccio, con Julia Varady y la Orquesta Sinfónica de Bamberg (Orfeo).
- Wagner, Richard, Wesendonk-Lieder, Preludio y muerte de amor de Isolda, Viaje de Sigfrido por el Rhin y Escena de la inmolación de Brünnhilde con Julia Varady y la Orquesta Sinfónica Alemana de Berlín (Orfeo).

## Curiosidades
- Ha dado nombre a un asteroide, el (42482) Fischer-Dieskau.
- Su madre descendía de los von Dieskau, que encargaron una cantata a Johann Sebastián Bach.